# Oblík (České středohoří)
Oblík (německy Hoblik) je bazanitový vrch v západní části Českého středohoří. Nachází se asi šest kilometrů severně od Loun, mezi vesnicemi Raná, Chraberce a Mnichov. Na severovýchodě na něj navazují dva nižší vrcholy Srdov (483 m) a Brník (472 m), oddělené sedlem. Celý kopec je chráněn jako národní přírodní rezervace. Na vrcholu kopce je umístěn již nefunkční světelný maják pro letecký provoz.

## Historie

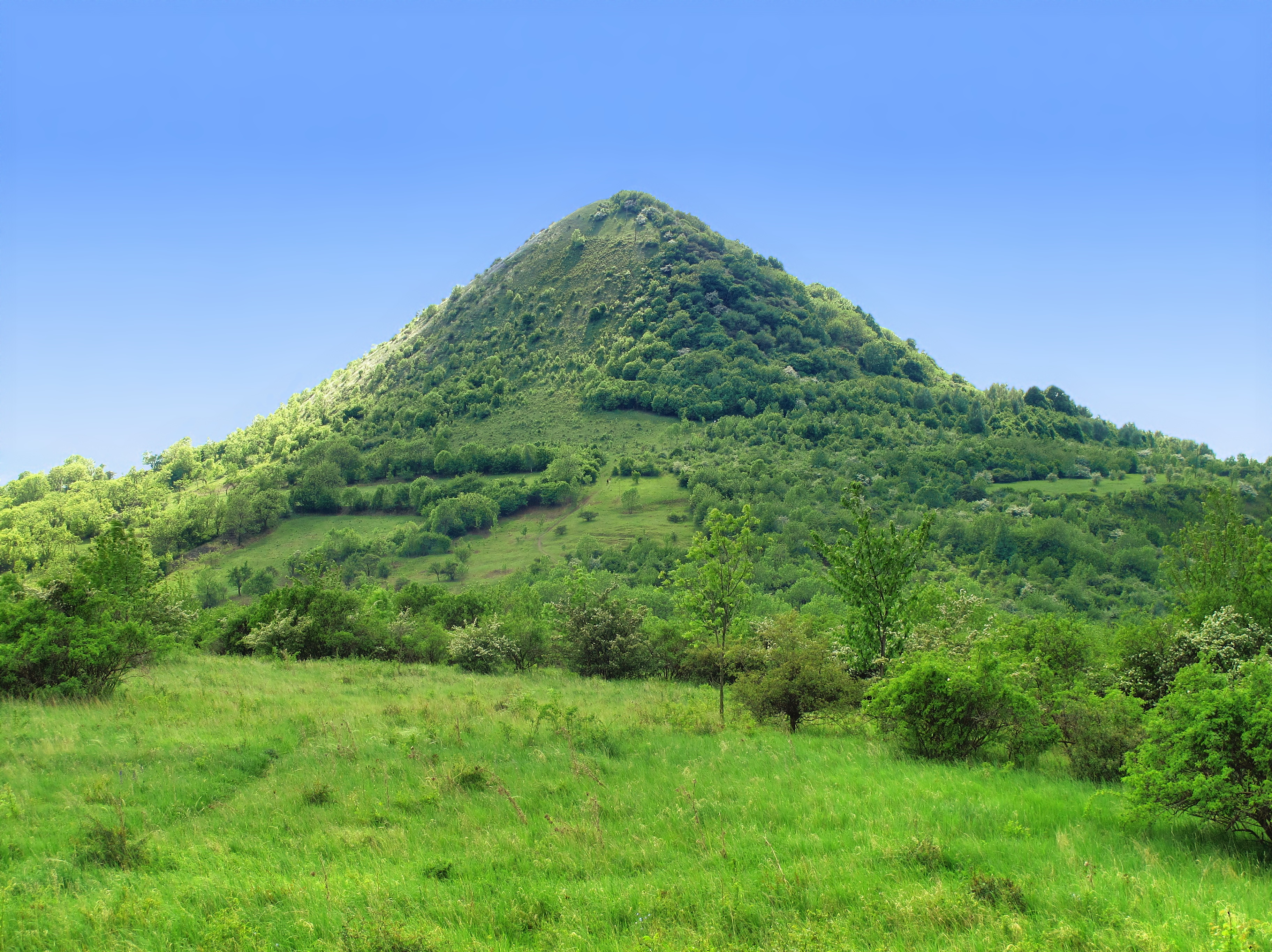
Oblík ze severovýchodu, od Srdova

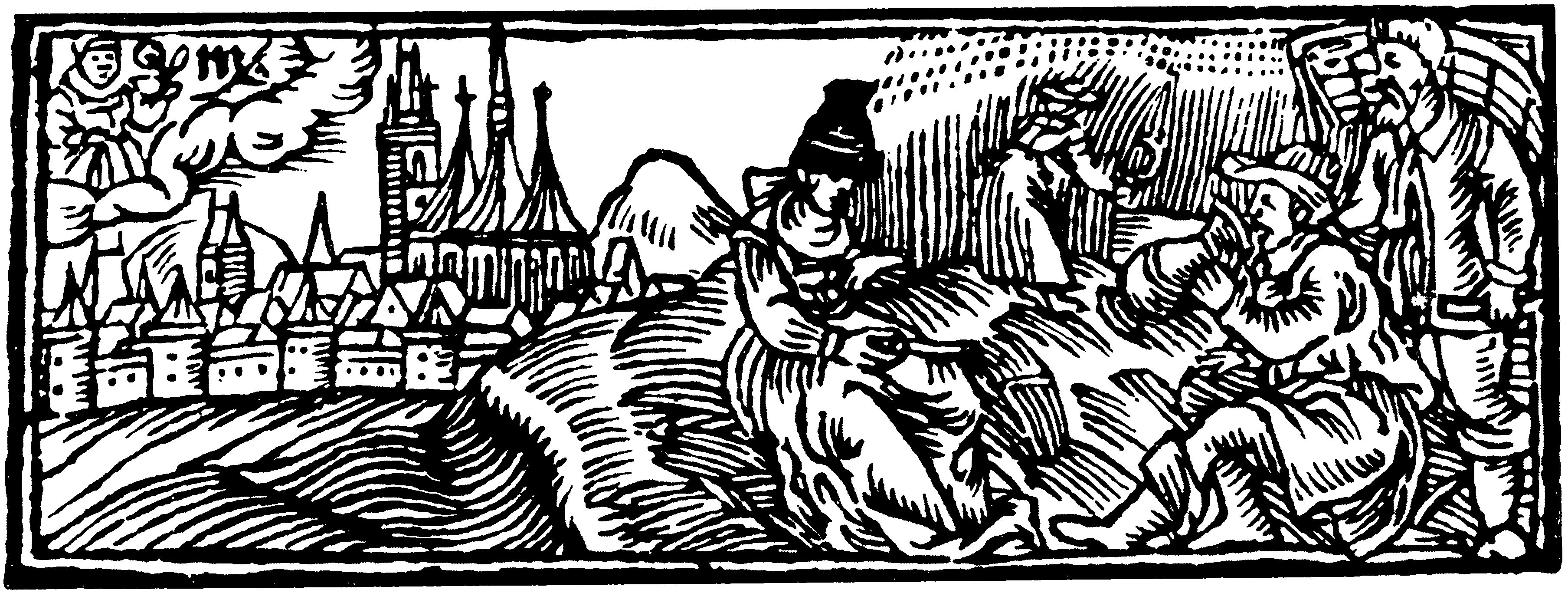
Nejstarší vyobrazení Oblíku (vpravo od kostela) z kalendáře Jana Willenberga, vydaného roku 1604 v Plzni

Dominantní poloha kopce přitahovala návštěvníky již v pravěku, jak dokazuje nález laténské (keltské) spony na jeho vrcholu. Od poloviny 15. do poloviny 18. století se na svazích jižně od Oblíku pěstovala vinná réva. Roku 1506 byla na Oblíku vysvěcena kaple, jež zanikla za třicetileté války. Poté zde byl roku 1667 postaven dřevěný kříž. V té době se zde každoročně pořádaly svatojiřské poutě. Další, dřevěná kaple, zasvěcená sv. Jiří, byla na kopci postavena roku 1675. Pražská konzistoř totiž podmínila konání dalších poutí vybudováním kaple. Podle Jaroslava Schallera stála ještě roku 1787, před polovinou 19. století kaple zanikla. Vrcholem kopce procházela hranice panství Libčeves a městského dominia Louny.
Pod kopcem se rozkládala stejnojmenná vesnice, doložená v pramenech prvně roku 1335, kdy byla majetkem kláštera magdalenitek v Lounech. Ještě v polovině 15. století, kdy ves patřila Lounům, zde platilo městské dávky 10 hospodářů. Zřejmě během třicetileté války vesnice zanikla. Ve druhé polovině 17. století zde byl vystavěn hospodářský dvůr, který zůstal dodnes.

## Příroda

### Geologie a geomorfologie
Oblík je pravidelně utvářený suk z nefelinického bazanitu. Vznikl v závěru třetihor v důsledku sopečné činnosti. Charakteristickým rysem této kupy jsou sesuvy, zejména na západním a severním svahu.
Oblík se nachází v západní části Českého středohoří, která je geomorfologicky zařazená do podcelku Milešovské středohoří a okrsku Chožovské středohoří, někdy také nazývaného Lounské středohoří nebo Lounské vrchy (Ranské středohoří). 

### Květena
Z botanického hlediska je nejzajímavější jižní svah, kde je na suché strmé stráni teplomilná vegetace s chráněnými druhy rostlin. Roste zde například hlaváček jarní (Adonis vernalis), koniklec luční český (Pulsatilla pratensis subsp. bohemica), divizna brunátná (Verbascum phoeniceum), bělozářka liliovitá (Anthericum liliago), kozinec bezlodyžný, rakouský a dánský (Astragalus exscapus, A. austriacus, A. danicus), modřenec tenkokvětý (Muscari tenuiflorum), ovsíř stepní čedičový (Helictotrichon desertorum subsp. basalticum), kavyly Ivanův, sličný, chlupatý, tenkolistý, vláskovitý, Smirnovův a olysalý (Stipa pennata, S. pulcherrima, S. dasyphylla, S. tirsa, S. capillata, S. smirnovii, S. zalesskii), chrpa chlumní (Cyanus triumfetii), lilie zlatohlávek (Lilium martagon), orsej blatoucholistý (Ficaria calthifolia), křivatec pomořanský (Gagea transversalis), kostřava waliská (Festuca valesiaca), pomněnka úzkolistá (Myosotis stenophylla), zlatovlásek obecný (Aster linosyris) a violka obojetná (Viola ambigua).

### Zvířena
V letech 1982–1983 zde bylo pozorováno 81 druhů obratlovců a 66 druhů ptáků. ze zajímavějších zde byl zaznamenán výskyt dudka chocholatého (Upupa epops), dřemlíka tundrového (Falco columbarius), motáka pilicha (Circus cyaneus), strnada zahradního (Emberiza hortulana) a bělořita šedého (Oenanthe oenanthe). Z plžů zde byli pozorováni zrnovka trojzubá (Pupilla triplicata), vrkoč horský (Vertigo alpestris) a hrotice obrácená (Balea perversa). Nejprozkoumanější skupinou fauny zde jsou střevlíci, kterých zde bylo napočteno přes sto druhů.

### Lesnictví
Většina vrchu je holá, bez lesa. Dřeviny na severních svazích nejsou příliš vzrostlé a mají často křovitý charakter. Nejčastější jsou svída, dřín, hloh, z vyšších jasan a lípa. Zastoupena je i líska, vysázená zde v 16. století v souvislosti s vinařstvím. Z lísky se vyráběly viniční kůly.

### Ochrana přírody
Na Oblíku je od roku 1967 vyhlášena stejnojmenná Národní přírodní rezervace o rozloze 20,5 ha. Vrch leží v Evropsky významné lokalitě Oblík – Srdov – Brník a Chráněné krajinné oblasti České středohoří.
Z vrcholu je za dobré viditelnosti výborný kruhový rozhled. Trojice vrchů je v rovinatém terénu dolního Poohří viditelná z velké dálky.

## Přístup
Na vrchol vede zeleně značená turistická trasa z Loun do Mnichova.